# Finala Cupei Campionilor Europeni 1979
Finala Cupei Campionilor Europeni 1979 a fost un meci de fotbal, care a avut loc pe Olympiastadion, München, pe 30 mai 1979, care le-a pus față în față pe Nottingham Forest din Anglia și Malmö FF din Suedia.

## Detalii
| Nottingham Forest                | 2 – 0    | Malmö FF |
| -------------------------------- | -------- | -------- |
| Andersson 32' (o.g.) Francis 45' | (Report) |          |

| Nottingham Forest | Malmö FF |

| NOTTINGHAM FOREST: |    |                   |
|                    |    |                   |
| P                  | 1  | Peter Shilton     |
| F                  | 2  | Viv Anderson      |
| F                  | 3  | Frank Clark       |
| M                  | 4  | John McGovern (c) |
| F                  | 5  | Larry Lloyd       |
| F                  | 6  | Kenny Burns       |
| M                  | 7  | Trevor Francis    |
| M                  | 8  | Ian Bowyer        |
| A                  | 9  | Garry Birtles     |
| A                  | 10 | Tony Woodcock     |
| M                  | 11 | John Robertson    |
| Rezerve:           |    |                   |
| P                  |    | Chris Woods       |
| F                  |    | David Needham     |
| M                  |    | Martin O'Neill    |
| M                  |    | Archie Gemmill    |
| A                  |    | John O'Hare       |
| Antrenor:          |    |                   |
| Brian Clough       |    |                   |

| MALMÖ FF:    |    |                    |  |     |
|              |    |                    |  |     |
| P            | 1  | Jan Möller         |  |     |
| F            | 2  | Roland Andersson   |  |     |
| F            | 3  | Ingemar Erlandsson |  |     |
| F            | 4  | Kent Jönsson       |  |     |
| F            | 5  | Magnus Andersson   |  |     |
| M            | 6  | Staffan Tapper (c) |  | 36' |
| M            | 7  | Anders Ljungberg   |  |     |
| M            | 8  | Robert Prytz       |  |     |
| A            | 9  | Tommy Hansson      |  | 83' |
| A            | 10 | Tore Cervin        |  |     |
| M            | 11 | Jan-Olov Kindvall  |  |     |
| Rezerve:     |    |                    |  |     |
| F            | 12 | Mats Arvidsson     |  |     |
| A            | 13 | Tommy Andersson    |  | 83' |
| M            | 15 | Claes Malmberg     |  | 36' |
| P            | 16 | Arne Åkesson       |  |     |
| Antrenor:    |    |                    |  |     |
| Bob Houghton |    |                    |  |     |